# Impianto sportivo

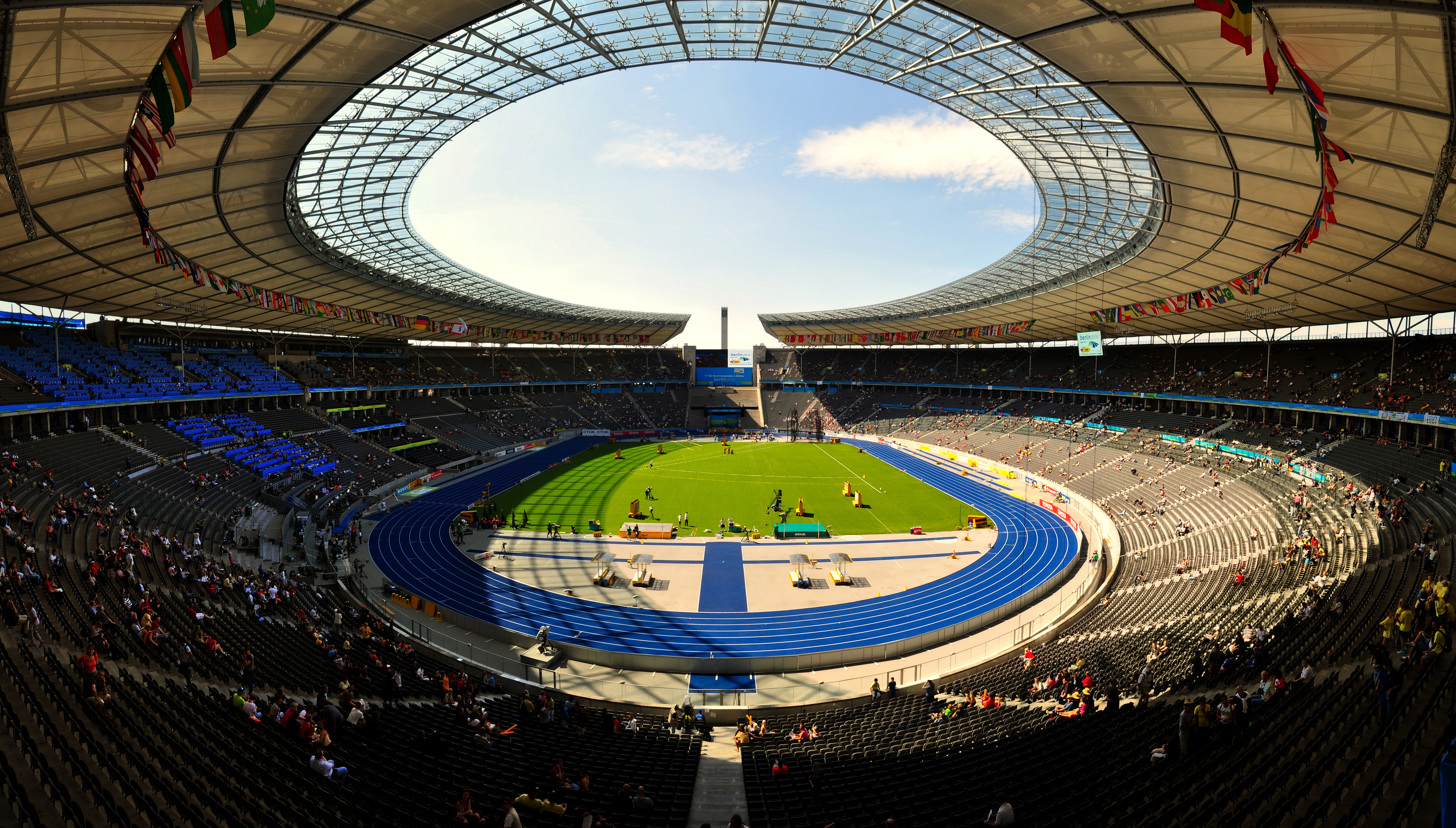
Olympiastadion di Berlino sede dei Giochi della XI Olimpiade, del Campionato mondiale di calcio 2006, dei Campionati del mondo di atletica leggera 2009 e dei Campionati europei di atletica leggera 2018

Un impianto sportivo è un'arena, uno stadio o un edificio similare in cui si tengono le competizioni sportive.

## Tipi di impianti sportivi
| Immagine | Impianto            | Sport ospitati                                                       |
| -------- | ------------------- | -------------------------------------------------------------------- |
|          | Stadio non olimpico | Calcio Football americano Rugby                                      |
|          | Stadio olimpico     | Atletica leggera "Track and field" Calcio Football americano Rugby   |
|          | Stadio di baseball  | Baseball                                                             |
|          | Arena coperta       | Atletica leggera "Track and field" Pallacanestro Pallamano Pallavolo |
|          | Stadio del ghiaccio | Hockey su ghiaccio Pattinaggio di velocità                           |
|          | Velodromo           | Ciclismo su pista                                                    |
|          | Piscina             | Nuoto Pallanuoto Tuffi                                               |
|          | Autodromo           | Automobilismo Motociclismo                                           |
|          | Poligono di tiro    | Tiro                                                                 |